# باسيليسك (مانغا)
باسيليسك: لفائف نينجا كوغا (باليابانية: バジリスク～甲賀忍法帖～، بالروماجي:  Basilisk: The Kōga Ninja Scrolls) تلفظ (باجيريسكو: كوغا نينبوتشو) أو شينوبي (اسم الإنتاج العربي) هي سلسلة مانغا يابانية من تأليف ورسوم ماساكي سيغاوا، ونشرت في اليابان في عامي 2003 و 2004. أنتج إستديو جونزو سلسلة أنمي باسيليسك في 24 حلقة. هذه السلسلة مقتبسة من رواية لفائف نينجا كوغا للكاتب الياباني فوتارو يامادا والتي نشرت عام 1958. حصلت مانغا باسيليسك على جائزة كودانشا مانغا عام 2004. وفيما بعد أصدرت مانغا لفائف نينجا ياغيو التي كانت مقتبسة أيضا من رواية لفوتارو يامادا.

## خلفية عن القصة
في عام 1614، تتصارع عشيرتان من النينجا، كل عشيرة تدعم واحدًا من أبناء هيدتادا توكوغاوا ليكون الشوغن التالي، ويتقاتل عشرة مقاتلين قتالًا حتى الموت لأجل حيازة لفافة. الجائزة هي النعيم لمدة ألف عام للعشيرة التي تنتصر أما التي تُهزم فجزائها الإبادة الكاملة.

## الشخصيات

### شينوبي كوغا
| الاسم                         | الجنس | القدرة                           | عدد القتلى | قُتل (ت) بواسطة               |
| ----------------------------- | ----- | -------------------------------- | ---------- | ---------------------------- |
| دانجو كوغا (甲賀弾正)         | ذكر   | اختصاصي في رمي الإبر             | 1          | أوغن                         |
| غينوسكي كوغا (甲賀 弦之介)    | ذكر   | الدوجتسو (التقنيات البصرية)      | 1          | نفسه                         |
| جوبيه جيموشي (地虫十兵衛)     | ذكر   | قراءة الطالع                     | 0          | تنزن ياكوشيجي                |
| شوغن كازاماتشي (風待将監)     | ذكر   | قدرات العنكبوت                   | 0          | هوتاروبي ونينكي مينو         |
| كاغيرو (陽炎)                 | أنثى  | الإغراء والتنفس السام            | 2          | أوبورو وتنزن ياكوشيجي        |
| جوسكي أودونو (鵜殿丈助)       | ذكر   | تماسك المطاط (جسمه كالمطاط)      | 0          | جينغرو أمايو                 |
| سايمون كيساراغي (如月 左衛門) | ذكر   | تحول المظهر (انتحال شخصية العدو) | 4          | تنزن ياكوشيجي وساموراي أفوكو |
| هيوما موروغا (室賀豹馬)       | ذكر   | الدوجتسو (التقنيات البصرية)      | 1          | كوشيرو تشيكوما               |
| غيوبو كاسومي (霞 刑部)        | ذكر   | الاندماج مع الأشياء الصلبة       | 2          | تنزن ياكوشيجي وأكيغينو       |
| أوكوي (お胡夷)                | أنثى  | امتصاص الدم                      | 1          | نينكي مينو                   |

### شينوبي الإيجا
| الاسم                        | الجنس | القدرة                    | عدد القتلى | قُتل (ت) بواسطة                |
| ---------------------------- | ----- | ------------------------- | ---------- | ----------------------------- |
| أوبورو (朧)                  | أنثى  | عيون غامضة                | 1          | نفسها                         |
| ياشامارو (夜叉丸)            | ذكر   | التحكم بالأسلاك الشائكة   | 0          | غيوبو كاسومي وسايمون كيساراغي |
| روساي أوزوكي (小豆蠟斎)      | ذكر   | تمدد الأطراف              | 0          | أوكوي                         |
| تنزن ياكوشيجي (薬師寺 天膳)  | ذكر   | الخلود                    | 4          | أوبورو وغينوسكي كوغا          |
| أكيغينو (朱絹)               | أنثى  | رذاذ الدم السام           | 0          | كاغيرو وسايمون كيساراغي       |
| كوشيرو تشيكوما (筑摩 小四郎) | ذكر   | إنشاء الفراغات (الهوائية) | 1          | كاغيرو وسايمون كيساراغي       |
| جينغورو أمايو (雨夜陣五郎)   | ذكر   | الإسالة (التحول إلى سائل) | 1          | غيوبو كاسومي                  |
| هوتاروبي (蛍火)              | أنثى  | استدعاء الفراشات          | 1          | سايمون كيساراغي               |
| نينكي مينو (蓑 念鬼)         | ذكر   | التلاعب بالشعر            | 1          | هيوما موروغا                  |

## أحداث تاريخية مشابهة
- 1579: هجوم نوبوكاتسو أودا (ابن نوبوناغا أودا) على مقاطعة إيغا وهزيمته.
- 1581: هجوم نوبوناغا أودا على مقاطعة الإيغا وتدميرها.
- 1582: حادث الهونوجي - موت هجوم نوبوناغا أودا.
- 1603: بداية فترة إيدو. إيه-ياسو توكوغاوا يعيد تأسيس نظام الشوغنية (للمرة الثالثة والأخيرة في تاريخ اليابان) ويصبح الشوغن الأول في شوغونية توكوغاوا.
- 1605: توكوغاوا هيديتادا يصبح الشوغن الثاني.
- 1614: حملة الشتاء من حصار أوساكا - هجوم توكوغاوا على هيديوري تويوتومي.
- 1615: حملة الصيف من حصار أوساكا - هلاك عشيرة تويوتومي.
- 1616: موت إيه-ياسو توكوغاوا.
- 1623: إيميتسو توكوغاوا يصبح الشوغن الثالث.

## الأنمي

### أغاني التترات

#### تتر البداية
كوغا نينبو تشو بواسطة أونميو-زا، متاحة على أقراص مدمجة مفردة تحمل نفس الاسم. نُشرت الأغنية في 27 أبريل 2005.

#### تتر النهاية
1. «هيمي موراساكي» بواسطة نانا ميزكي (الحلقات 1,9، 11-12)
2. «عيون برية» بواسطة نانا ميزكي (الحلقات 2-8، 10، 13-14)

نُشرت الأغنيتان ضمن «عيون برية» في 5 مايو 2005.

### العرض
عُرض المسلسل لأول مرة في اليابان على قنوات تلفاز سايتاما وتلفاز كاناغاوا وتلفاز إذاعة تشيبا وتلفاز مي ونظام إذاعة كيوتو وأت-إكس وقناة جيدياغيكي سينمون، وقنوات أخرى بين أبريل وسبتمبر 2005.
عُرض المسلسل في عدة مناطق عالمية، منها ماليزيا على تلفاز إن 7، وكندا على رازر، والولايات المتحدة على أي إف سي وقناة فنميشن، وروسيا على 2×2، وتركيا على تلفاز إم التركي وعدة مناطق أخرى.
تمت دبلجة الأنمي باسيليسك إلى العربية بواسطة مركز الزهرة، وعرض على قناة سبيس باور، لكنه تعرض لتحريف قصته وبعض الأحداث وتقطيع بعض المشاهد التي يعتبرها مدبلجو مركز الزهرة مخالفة للآداب الإسلامية.

### الحلقات
| الرقم | العنوان                                 | تاريخ العرض الأصلي | تاريخ العرض العربي |
| ----- | --------------------------------------- | ------------------ | ------------------ |
| 1     | حبيبتي، استعدي للموت 愛する者よ死に候え | 12 أبريل 2005      |                    |
| 2     | التسارع في مكانين 胎動弐場              | 19 أبريل 2005      |                    |
| 3     | كارثة مأساوية 凶蟲無惨                  | 26 أبريل 2005      |                    |
| 4     | المقام الشيطاني، جولات ليلية 妖郭夜行   | 3 مايو 2005        |                    |
| 5     | شفرة النينجا 忍者六儀                   | 10 مايو 2005       |                    |
| 6     | دموع ساقطة، حنين حب 降涙恋慕            | 17 مايو 2005       |                    |
| 7     | جحيم جلد الإنسان 人肌地獄               | 24 مايو 2005       |                    |
| 8     | ضباب الدم القاسي 血煙無情               | 31 مايو 2005       |                    |
| 9     | تمزق محزن، مطر ممتد 哀絶霖雨            | 7 يونيو 2005       |                    |
| 10    | قرار شينسو 神祖御諚                     | 14 يونيو 2005      |                    |
| 11    | حصاة غير مُعلن عنها 石礫無告             | 21 يونيو 2005      |                    |
| 12    | ذكريات وفانوس وهمي 追想幻燈             | 28 يونيو 2005      |                    |
| 13    | رقص الفراشات المجنون 胡蝶乱舞           | 5 يوليو 2005       |                    |
| 14    | زهور مُبعثرة في الضيق 散花海峡           | 12 يوليو 2005      |                    |
| 15    | إعدام في البحر 波涛獄門                 | 19 يوليو 2005      |                    |
| 16    | لوحة الذكرى العابرة 懐抱淡画            | 26 يوليو 2005      |                    |
| 17    | التجول في الظلام 昏冥流亡               | 2 أغسطس 2005       |                    |
| 18    | فجر الظلام الكلي 無明払暁               | 9 أغسطس 2005       |                    |
| 19    | مخطط المرأة الخبيث الضار 猛女姦謀       | 16 أغسطس 2005      |                    |
| 20    | تدفق الرحمة 仁慈流々                    | 23 أغسطس 2005      |                    |
| 21    | كاغيرو، السفاحة الجذابة 魅殺陽炎        | 30 أغسطس 2005      |                    |
| 22    | أنين الأرواح الساقطة 鬼哭啾々           | 6 سبتمبر 2005      |                    |
| 23    | التعانق الأبدي 夢幻泡影                 | 13 سبتمبر 2005     |                    |
| 24    | فرصة لقاء في الآخرة 来世邂逅            | 20 سبتمبر 2005     |                    |

### الفروق بين الأنمي والمانغا
برغم أن الأنمي يعرض نفس قصة المانغا، يوجد اختلافات طفيفة قليلة. الجدير بالذكر ذكريات الماضي (مثلما في الحلقة الأولى حيث حكت القصة كيف انتهى حب دانجو وأوغن) بالإضافة إلى بعض الأحداث التي حدث في الأنمي فقط.

## وصلات خارجية
- الموقع الرسمي (باليابانية)
- Official Basilisk broadband site (باليابانية)
- Official Funimation website

باسيليسك في شبكة أخبار الأنمي (بالإنجليزية)
باسيليسك على موقع ANN manga (الإنجليزية)